# Рокфер
Рокфе́р (фр. Roquefère) — коммуна во Франции, находится в регионе Лангедок — Руссильон. Департамент коммуны — Од. Входит в состав кантона Ма-Кабарде. Округ коммуны — Каркасон.
Код INSEE коммуны — 11319.

## Население
Население коммуны на 2008 год составляло 78 человек.
| 1962 | 1968 | 1975 | 1982 | 1990 | 1999 | 2008 |
| ---- | ---- | ---- | ---- | ---- | ---- | ---- |
| 25   | 50   | 39   | 44   | 57   | 56   | 78   |

## Экономика
В 2007 году среди 48 человек в трудоспособном возрасте (15—64 лет) 34 были экономически активными, 14 — неактивными (показатель активности — 70,8 %, в 1999 году было 67,6 %). Из 34 активных работали 29 человек (17 мужчин и 12 женщин), безработных было 5 (3 мужчин и 2 женщины). Среди 14 неактивных 3 человека были учениками или студентами, 4 — пенсионерами, 7 были неактивными по другим причинам.

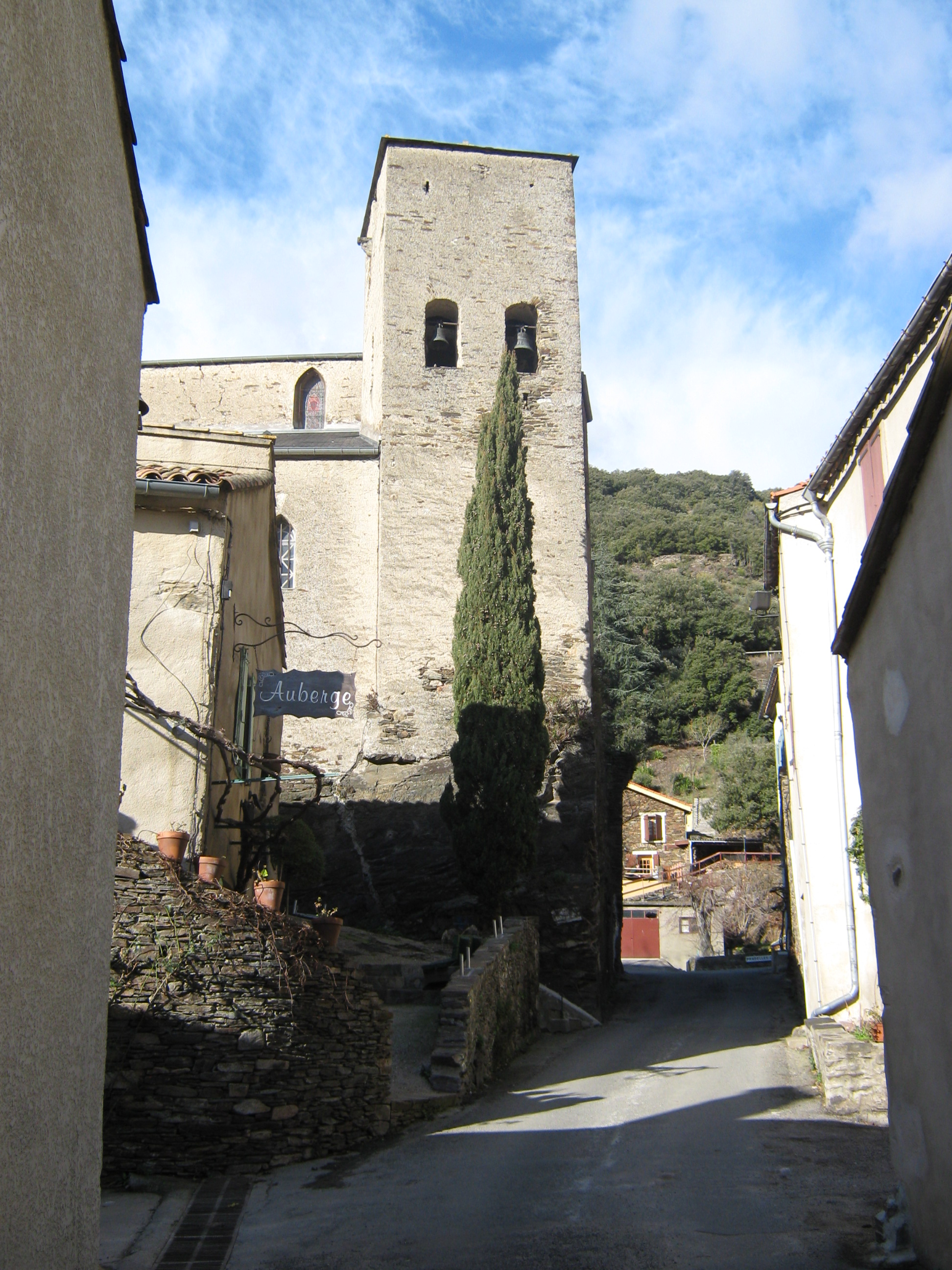
Церковь